# Juegos Europeos
Los Juegos Europeos son un evento multideportivo internacional organizado cada cuatro años bajo la supervisión de los Comités Olímpicos Europeos. Participan deportistas de todos los países de Europa pertenecientes a dichos comités. La primera edición tuvo lugar en Bakú, capital de Azerbaiyán, en 2015. La próxima edición tendrá lugar en Estambul, Turquía, en 2027.
Los Juegos fueron concebidos y están regidos por el COE, que anunció su lanzamiento en su 41.ª Asamblea General en Roma, el 8 de diciembre de 2012.
Los Juegos Europeos son los quintos Juegos continentales de tradición olímpica que se han iniciado, después de los Juegos Asiáticos, los Juegos Panamericanos, los Juegos del Pacífico y los Juegos Africanos, los Juegos Mediterráneos o los Juegos de los Pequeños Estados de Europa. La organización y regulación de estos Juegos está bajo la responsabilidad de los Comités Olímpicos Europeos y la supervisión del Comité Olímpico Internacional. Por lo tanto, desde 2015, todos los continentes deportivos  cuentan con juegos continentales de tradición olímpica.

## Ediciones
| Año  | Evento              | Sede                   | Sede     | Sede        | Duración                  | Países | Deportes | Atletas    | País ganador | País ganador |
| ---- | ------------------- | ---------------------- | -------- | ----------- | ------------------------- | ------ | -------- | ---------- | ------------ | ------------ |
| 2015 | I Juegos Europeos   | Bandera de Azerbaiyán  | Bakú     | Azerbaiyán  | 12 al 28 de junio         | 50     | 21       | 5898       | Rusia        |              |
| 2019 | II Juegos Europeos  | Bandera de Bielorrusia | Minsk    | Bielorrusia | 21 al 30 de junio         | 50     | 15       | 4082       | Rusia        |              |
| 2023 | III Juegos Europeos | Bandera de Polonia     | Cracovia | Polonia     | 21 de junio al 2 de julio | 48     | 29       | 6857       | Italia       |              |
| 2027 | IV Juegos Europeos  | Bandera de Turquía     | Estambul | Turquía     | por determinar            | 48     | 35 aprox | 7200 aprox | Bandera de ? |              |

### Anfitrión por país
Nota: Actualizado hasta Estambul 2027.
| País               | Sedes |
| ------------------ | ----- |
| Azerbaiyán (2015)  | 1     |
| Bielorrusia (2019) | 1     |
| Polonia (2023)     | 1     |
| Turquía (2027)     | 1     |

### Países participantes
A continuación, los países participantes junto al código COI de cada uno:
| - Albania (ALB) - Alemania (GER) - Andorra (AND) - Armenia (ARM) - Austria (AUT) - Azerbaiyán (AZE) - Bélgica (BEL) - Bielorrusia (BLR) - Bosnia y Herzegovina (BIH) - Bulgaria (BUL) - Chipre (CYP) - Croacia (CRO) - Dinamarca (DEM) | - Eslovaquia (SVK) - Eslovenia (SLO) - España (ESP) - Estonia (EST) - Finlandia (FIN) - Francia (FRA) - Georgia (GEO) - Gibraltar (GIB) - Grecia (GRE) - Hungría (HUN) - Irlanda (IRL) - Islandia (ISL) - Islas Feroe (FRO) | - Israel (ISR) - Italia (ITA) - Kosovo (KOS) - Letonia (LAT) - Liechtenstein (LIE) - Lituania (LTU) - Luxemburgo (LUX) - Macedonia del Norte (MKD) - Malta (MLT) - Moldavia (MDA) - Mónaco (MON) - Montenegro (MNE) - Noruega (NOR) | - Países Bajos (NED) - Polonia (POL) - Portugal (POR) - Reino Unido (GBR) - República Checa (CZE) - Rumania (ROM) - Rusia (RUS) - San Marino (SMR) - Serbia (SER) - Suecia (SWE) - Suiza (SUI) - Turquía (TUR) - Ucrania (UKR) |

## Medallero
El siguiente es el medallero histórico de los Juegos Europeos. Las medallas aparecen agrupadas por los Comités Olímpicos Nacionales y se ordenan de forma decreciente contando las medallas de oro obtenidas. En caso de haber empate, se ordena de igual forma contando las medallas de plata y, en caso de mantenerse la igualdad, se cuentan las medallas de bronce. Si dos equipos tienen la misma cantidad de medallas de oro, plata y bronce, se listan en la misma posición y se ordenan alfabéticamente.
- Actualizado a Cracovia 2023.

| Núm.  | País                       | Oro | Plata | Bronce | Total |
| ----- | -------------------------- | --- | ----- | ------ | ----- |
| 1     | Rusia (RUS)                | 123 | 64    | 86     | 273   |
| 2     | Italia (ITA)               | 58  | 67    | 63     | 188   |
| 3     | Ucrania (UKR)              | 45  | 45    | 51     | 139   |
| 4     | Alemania (GER)             | 43  | 39    | 73     | 155   |
| 5     | Reino Unido (GBR)          | 36  | 30    | 53     | 119   |
| 6     | Francia (FRA)              | 35  | 41    | 57     | 133   |
| 7     | España (ESP)               | 34  | 30    | 36     | 100   |
| 8     | Bielorrusia (BLR)          | 33  | 27    | 51     | 111   |
| 9     | Azerbaiyán (AZE)           | 29  | 27    | 39     | 95    |
| 10    | Países Bajos (NED)         | 25  | 31    | 21     | 77    |
| 11    | Hungría (HUN)              | 21  | 20    | 35     | 76    |
| 12    | Polonia (POL)              | 18  | 28    | 38     | 84    |
| 13    | Turquía (TUR)              | 17  | 19    | 46     | 82    |
| 14    | Suiza (SUI)                | 17  | 12    | 20     | 48    |
| 15    | Dinamarca (DEN)            | 14  | 10    | 13     | 37    |
| 16    | Georgia (GEO)              | 13  | 17    | 25     | 55    |
| 17    | Serbia (SRB)               | 12  | 12    | 14     | 38    |
| 18    | Austria (AUT)              | 11  | 14    | 14     | 39    |
| 18    | Rumania (ROU)              | 11  | 14    | 14     | 39    |
| 20    | Bélgica (BEL)              | 10  | 10    | 10     | 30    |
| 21    | República Checa (CZE)      | 9   | 17    | 22     | 48    |
| 22    | Portugal (POR)             | 9   | 17    | 15     | 41    |
| 23    | Eslovenia (SLO)            | 8   | 10    | 6      | 24    |
| 24    | Croacia (CRO)              | 8   | 9     | 15     | 32    |
| 25    | Bulgaria (BUL)             | 7   | 15    | 18     | 40    |
| 26    | Suecia (SWE)               | 7   | 10    | 12     | 29    |
| 27    | Irlanda (IRL)              | 7   | 7     | 12     | 26    |
| 28    | Grecia (GRE)               | 6   | 11    | 18     | 35    |
| 29    | Israel (ISR)               | 6   | 8     | 10     | 24    |
| 30    | Letonia (LAT)              | 6   | 5     | 6      | 17    |
| 31    | Noruega (NOR)              | 6   | 4     | 9      | 19    |
| 32    | Lituania (LTU)             | 6   | 4     | 8      | 18    |
| 33    | Armenia (ARM)              | 5   | 5     | 5      | 15    |
| 34    | Finlandia (FIN)            | 4   | 1     | 7      | 12    |
| 35    | Eslovaquia (SVK)           | 2   | 8     | 9      | 19    |
| 36    | Estonia (EST)              | 2   | 4     | 5      | 11    |
| 37    | Albania (ALB)              | 2   | 0     | 0      | 2     |
| 38    | Moldavia (MDA)             | 1   | 2     | 7      | 10    |
| 39    | Kosovo (KOS)               | 1   | 1     | 2      | 4     |
| 40    | Chipre (CYP)               | 0   | 5     | 2      | 7     |
| 41    | Luxemburgo (LUX)           | 0   | 2     | 3      | 5     |
| 42    | Bosnia y Herzegovina (BIH) | 0   | 2     | 0      | 2     |
| 43    | Macedonia del Norte (MKD)  | 0   | 1     | 2      | 3     |
| 43    | San Marino (SMR)           | 0   | 1     | 2      | 3     |
| 45    | Montenegro (MNE)           | 0   | 1     | 1      | 2     |
| 46    | Mónaco (MON)               | 0   | 1     | 0      | 1     |
| Total | Total                      | 703 | 703   | 949    | 2355  |

Andorra, Gibraltar, Islandia e Islas Feroe nunca han ganado ninguna medalla en unos Juegos Europeos.